# Richmond Eve
Richmond Cavill „Dick“ Eve (* 19. März 1901 in Parramatta City; † 13. März 1970 in Concord) war ein australischer Wasserspringer. 1924 wurde er Olympiasieger im einfachen Turmspringen.
Eves Mutter Freda war die Tochter eines erfolgreichen britischen Schwimmers, der mehrere nationale Titel errang. So kam auch Richmond Eve schon in jungen Jahren beim Verein Manly Amateur Swimming Club zum Schwimmen und Wasserspringen. Erste Titelkämpfe im Juniorenbereich bestritt er während eines zweijährigen Aufenthalts seiner Familie in San Francisco, wo das Wasserspringen populärer und professioneller war. Nach seiner Rückkehr wurde Eve am Sydney Technical College in Wollklassifizierung ausgebildet. Erste sportliche Erfolge errang Eve in den frühen 1920er-Jahren. Zwischen 1921 und 1925 gewann er alle nationalen Meisterschaften im Kunstspringen. Er nahm an den Olympischen Spielen 1924 in Paris teil. Im Kunstspringen vom 3-m-Brett machte sich die fehlende internationale Erfahrung bemerkbar, er landete hinter einem US-amerikanischen Trio und einem Schweden auf Rang fünf. Erfolgreicher verlief das einfache Turmspringen, in dem weniger akrobatische Sprünge vom 5-m- und 10-m-Turm gezeigt werden mussten. Eve gewann den Wettkampf und wurde erster australischer Olympiasieger im Wasserspringen. Zunächst wollte er auch im Turmspringen antreten, musste seine Teilnahme aber aufgrund einer Verletzung absagen.
Im Jahr 1926 übernahm Eve die Leitung eines Schwimmbads in Manly. Vom australischen Verband verlor er daraufhin den Amateurstatus, was einen Start bei den Olympischen Spielen 1928 unmöglich machte. Trotz mehrerer Anträge wurde diese Entscheidung vom Verband nie aufgehoben, so dass Eve seine Karriere beendete. Im Zweiten Weltkrieg diente Eve ein Jahr in der australischen Armee. Nach dem Krieg arbeitete er wieder in seinem erlernten Beruf. Er blieb dem Schwimmsport aber stets verbunden, den späteren Olympiasieger Murray Rose soll er an das Schwimmen herangeführt haben. Aus Eves zwei Ehen gingen drei Kinder hervor. Er starb im Jahr 1970 an einem Herzinfarkt.